# Te-čou
Te-čou (čínsky pchin-jinem Dézhōu, znaky 德州) je městská prefektura v Čínské lidové republice, kde patří k provincii Šan-tung. Má rozlohu 10 366 čtverečních kilometrů a v roce 2010 v ní žilo přes pět a půl milionu obyvatel a 5,6 milionu v roce 2020.

## Poloha
Te-čou leží na severozápadním okraji provincie Šan-tung na Velkém kanále. Prefektura hraničí na jihovýchodě s Ťi-nanem, hlavním městem provincie, na jihozápadě s Liao-čchengem, na severovýchodě s prefekturou Pin-čou a na severu s provincií Che-pej.

## Administrativní členění
Městská prefektura Te-čou se člení na jedenáct celků okresní úrovně, a sice dva městské obvody, dva městské okresy a sedm okresů.
| Te-čcheng Ling-čcheng městský okres · Lao-ling městský okres · Jü-čcheng okres · Ning-ťin okres · Čching-jün okres · Lin-i okres · Čchi-che okres · Pching-jüan okres · Sia-ťin okres · Wu-čcheng |        |                       |                    |                                  |
| Název | Název  | Počet obyvatel (2020) | Rozloha km² (2020) | Hustota zalidnění (obyv. na km²) |
| český přepis | znaky  | Počet obyvatel (2020) | Rozloha km² (2020) | Hustota zalidnění (obyv. na km²) |
| Městské obvody |        |                       |                    |                                  |
| Te-čcheng | 德城区 | 980 018               | 540                | 1 816                            |
| Ling-čcheng | 陵城区 | 511 860               | 1 218              | 420                              |
| Městské okresy |        |                       |                    |                                  |
| Lao-ling | 乐陵市 | 559 166               | 1 175              | 476                              |
| Jü-čcheng | 禹城市 | 488 014               | 995                | 491                              |
| Okresy |        |                       |                    |                                  |
| Ning-ťin | 宁津县 | 473 314               | 833                | 568                              |
| Čching-jün | 庆云县 | 318 105               | 504                | 631                              |
| Lin-i | 临邑县 | 473 421               | 1 017              | 466                              |
| Čchi-che | 齐河县 | 576 375               | 1 399              | 412                              |
| Pching-jüan | 平原县 | 419 088               | 1 055              | 397                              |
| Sia-ťin | 夏津县 | 458 112               | 878                | 522                              |
| Wu-čcheng | 武城县 | 353 721               | 752                | 470                              |
| |        |                       |                    |                                  |
| Celkem | Celkem | 5 611 194             | 10 366             | 541                              |

### Doprava
Je zde železniční stanice na vysokorychlostní trati Peking – Šanghaj.